# Ледењице
Ледењице (чеш. Ledenice) је насељено мјесто са административним статусом варошице (чеш. městys) у округу Чешке Будјејовице, у Јужночешком крају, Чешка Република.

## Становништво
Према подацима о броју становника из 2014. године насеље је имало 2.387 становника.